# Fascellina
Fascellina is een geslacht van vlinders van de familie spanners (Geometridae), uit de onderfamilie Ennominae.

## Soorten
- F. albicordis Prout, 1932
- F. albidiscata Warren, 1894
- F. altiplagiata Holloway, 1976
- F. arcipotens Prout, 1931
- F. aua Prout, 1928
- F. aurifera Warren, 1897
- F. celata Walker, 1866
- F. cervinaria Snellen, 1881
- F. clausaria Walker, 1866
- F. cydra Prout, 1925
- F. chromataria Walker, 1860
- F. dacoda Swinhoe, 1893
- F. glaucifulgurea Prout, 1916
- F. hypocausta Prout, 1937
- F. hypochryseis Swinhoe, 1894
- F. inornata Warren, 1893
- F. meligerys Prout, 1925
- F. papuensis Warren, 1898
- F. pinratanai Inoue, 1992
- F. plagiata Walker, 1866
- F. porphyreofusa Hampson, 1895
- F. punctata Warren, 1898
- F. rectimarginata Warren, 1894
- F. subsignata Warren, 1893
- F. vinosa Warren, 1892